# Мечеть имама Хусейна (Даммам)
Мечеть имама Хусейна (араб. جامع الإمام الحسين‎) — единственная шиитская мечеть Даммама, находящаяся в районе эль-Ануд. Площадь — ок. 20 тыс. м². Построена в 1407 году и вмещает одновременно до 5 тысяч человек.

## Теракт
Стала известна после теракта, проведённого суннитской террористической группировкой «Исламским государством», когда при проведении пятничной молитвы в гуще молящихся подорвал себя террорист-смертник, в результате чего погибли 4 человека и ещё 4 были ранены.